# Löhe-Campus

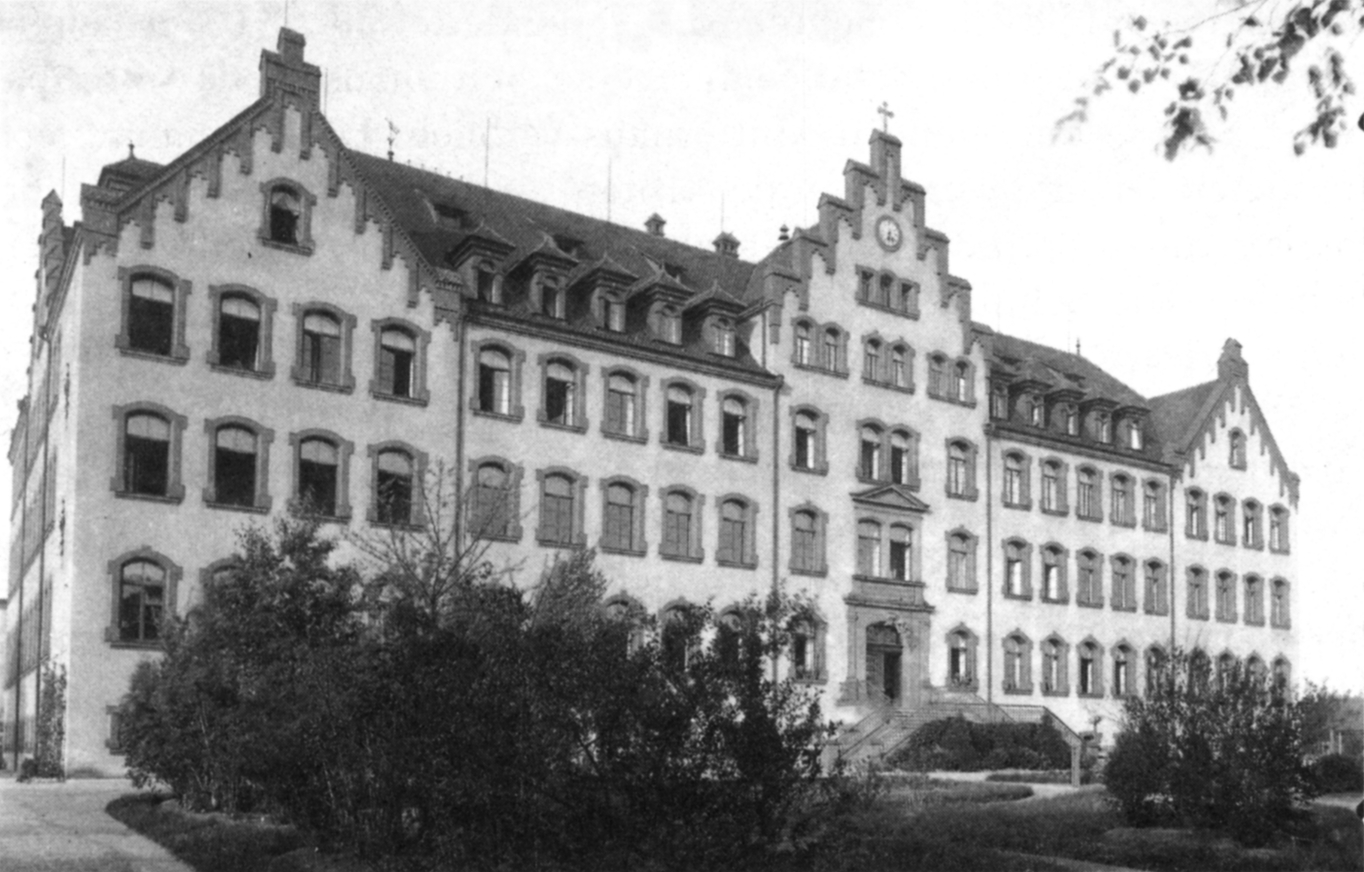
Zentralschulhaus um 1905

Der Löhe-Campus umfasst mehrere evangelische Privatschulen in Neuendettelsau, dessen Trägerschaft Diakoneo, bestehend aus der ehemaligen Diakonie Neuendettelsau und dem evangelischen Diakoniewerk Schwäbisch Hall, innehat. Das Schulzentrum untergliedert sich in allgemeinbildende und berufliche Schulen. Der Löhe-Campus ist Teil des Schulnetzwerkes Schule ohne Rassismus – Schule mit Courage.

## Geschichte
Neben der Ausbildung der Diakonissen gab es von Anfang an auch eine reguläre Schule für Mädchen, die von Lehrschwestern zunächst im Mutterhaus unterrichtet wurden. Da die Zahl der Schülerinnen kontinuierlich anstieg, machte dies den Bau eines eigenen Schulgebäudes notwendig. Am 1. September 1903 konnte die „Höhere Töchterschule“ unter dem damaligen Rektor Hermann Bezzel eingeweiht werden. Bereits ein Jahr nach der Eröffnung lebten und lernten dort rund 800 Mädchen.
Unter der Diktatur der Nationalsozialisten mussten die Schulen 1943 ganz schließen. 1946 wurde der Schulbetrieb wieder neu aufgenommen und erweitert. Seit den 70er Jahren können auch Schüler männlichen Geschlechts die Schulen besuchen. Im Laufe der über hundertjährigen Geschichte der Schule, wurde diese mehrfach umgebaut und erweitert. Bis 2009 hieß die Einrichtung Laurentius-Schulzentrum Neuendettelsau. Heute trägt das Haus den Namen des 1872 in Neuendettelsau verstorbenen Theologen Wilhelm Löhe.
Insgesamt besuchen heute rund 3700 Schülerinnen und Schüler die Schulen des Löhe-Campus.

## Angebote
Der Löhe-Campus hat folgende Bildungsangebote:
- Laurentius-Gymnasium (neusprachlicher und wirtschaftlich-/sozialwissenschaftlicher Zweig)[1]
- Laurentius-Realschule (Ausbildungsrichtung BWL/Rechnungswesen, Sozialwesen, Französisch)[2]
- Laurentius-Fachoberschule (Sozialwesen und Gestaltung)[3]
- Berufliches Schulzentrum Neuendettelsau mit Fachakademie für Sozialpädagogik[4] und Berufsfachschulen für Diätassistenten[5] Ergotherapie,[6] Kinderpflege[7] und Sozialpflege[8]
- Fachschule für Heilerziehungspflege[9] und Heilerziehungspflegehilfe[10]

Weitere Angebote sind:
- Tagesheim
- Schülerinnen-Wohnheim
- Heilpädagogisch orientierter Hort
- Beratungsstelle
- Bibliothek
- Jugendzentrum
- Diakonisches Jahr

## Auszeichnungen
- 2001: 3. Preis "Innere Schulentwicklung Innovationspreis 2001" der Stiftung Bildungspakt Bayern in der Kategorie "Gymnasium"[11]